# Bronisław Bury
Bronisław Bury (ur. 19 marca 1923 w Wadowicach Górnych, zm. 19 marca 2011) – polski rolnik, działacz ruchu ludowego, poseł na Sejm PRL V i VI kadencji.

## Życiorys
Uzyskał wykształcenie zasadnicze, pracował jako rolnik. Był członkiem Związku Młodzieży Wiejskiej RP „Wici”. Podczas II wojny światowej wywieziono go do Niemiec na przymusowe roboty. Po wojnie założył koło Stronnictwa Ludowego w Kawęczynie, w którym objął przewodnictwo. W 1950 wstąpił do Zjednoczonego Stronnictwa Ludowego. Działał też w kółkach rolniczych i spółdzielczości. W 1966 został radnym Powiatowej Rady Narodowej w Mielcu. W 1969 i 1972 uzyskiwał mandat posła na Sejm PRL w okręgu Tarnobrzeg. W trakcie V kadencji zasiadał w Komisji Przemysłu Ciężkiego, Chemicznego i Górnictwa, a w trakcie VI w Komisji Przemysłu Ciężkiego i Maszynowego. W latach 1980–1984 zasiadał w Gminnej Radzie Narodowej w Wadowicach Górnych.
Pochowany na cmentarzu parafialnym w Czerminie.

## Odznaczenia
- Krzyż Oficerski Orderu Odrodzenia Polski
- Brązowy Krzyż Zasługi
- Medal 10-lecia Polski Ludowej (1954)[1]